# Campionati mondiali di orientamento 2014
I 31º Campionati mondiali di orientamento (WOC) si sono svolti dal 5 al 12 luglio 2014 in Italia, in Trentino e in Veneto.
Per la prima volta l'Italia ha organizzato i Campionati mondiali di orientamento. Nello stesso periodo si sono tenuti in Trentino anche i Campionati del mondo di Trail-O 2014.

## Programma
Nel programma dei mondiali è stata inserita una nuova disciplina, ovvero, una  staffetta sprint mista. Con la sua introduzione, il numero di medaglie d'oro possibili,  è aumentato da 8 a 9; sono inoltre state cancellate  le qualifiche su media e lunga distanza. Per la partenza, contava una classifica creata appositamente  dalla IOF, realizzata per le posizioni di partenza specificamente per i Campionati Mondiali. L'Italia, in qualità di paese organizzatore, ha ricevuto automaticamente tre posti.
- 5. Luglio: Sprint (Qualificazioni a Burano e finale a Venezia)
- 6. Luglio: Cerimonia di apertura ad Asiago
- 7. Luglio: Staffetta Sprint a Trento
- 9. Luglio: Lunga distanza a Lavarone
- 11.Luglio: Media distanza a Campomulo
- 12.Luglio: Staffetta a Campomulo e chiusura a Lavarone

## Nazioni partecipanti
Le seguenti nazioni hanno partecipato ai 31. Campionati del Mondo di Corsa d'Orientamento:
| - Argentina - Australia - Azerbaigian - Belgio - Brasile - Bulgaria - Cile - Danimarca - Germania - Ecuador | - Estonia - Finlandia - Francia - Hong Kong - Irlanda - Israele - Italia - Giappone - Canada - Colombia | - Croazia - Lettonia - Lituania - Moldavia - Nuova Zelanda - Corea del Nord - Norvegia - Austria - Polonia - Russia | - Svezia - Svizzera - Serbia - Slovenia - Slovacchia - Sudafrica - Spagna - Corea del Sud - Taipei cinese, Taiwan - Rep. Ceca | - Turchia - Ucraina - Ungheria - Uruguay - Stati Uniti - Regno Unito - Cina - Bielorussia - Cipro |

## Uomini

### Sprint
| Pos. | Naz. | Atleti            | Tempo     |
| ---- | ---- | ----------------- | --------- |
| 1    | DEN  | Søren Bobach      | 15:37 min |
| 2    | SUI  | Daniel Hubmann    | 15:39 min |
| 3    | DEN  | Tue Lassen        | 15:41 min |
| 4    | SWE  | Jerker Lysell     | 15:48 min |
| 5    | SUI  | Matthias Kyburz   | 15:52 min |
| 6    | SWE  | Jonas Leandersson | 15:58 min |
| 7    | BEL  | Yannick Michiels  | 16:04 min |
| 8    | CZE  | Jan Procházka     | 16:08 min |

Sprint: 5. luglio 2014

Luogo: Burano (Qualificazioni) & Venezia

Lunghezza: 4,40 km

Punti: 20

### Middle
| Pos. | Naz. | Atleti            | Tempo     |
| ---- | ---- | ----------------- | --------- |
| 1    | NOR  | Olav Lundanes     | 38:12 min |
| 2    | SUI  | Fabian Hertner    | 38:30 min |
| 3    | UKR  | Oleksandr Kratow  | 38:46 min |
| 4    | SUI  | Baptiste Rollier  | 39:45 min |
| 5    | SUI  | Andreas Kyburz    | 40:05 min |
| 6    | EST  | Lauri Sild        | 40:39 min |
| 7    | NOR  | Carl Godager Kaas | 41:28 min |
| 8    | RUS  | Leonid Nowikow    | 41:29 min |

Distanza media: 11. Juli 2014

Luogo: Campomulo 

Lunghezza: 5,86 km

Dislivello: 290 m

Punti: 19

### Long
| Pos. | Naz. | Atleti              | Tempo     |
| ---- | ---- | ------------------- | --------- |
| 1    | FRA  | Thierry Gueorgiou   | 1:34:45 h |
| 2    | SUI  | Daniel Hubmann      | 1:36:12 h |
| 3    | NOR  | Olav Lundanes       | 1:37:09 h |
| 4    | SUI  | Fabian Hertner      | 1:38:54 h |
| 5    | SUI  | Matthias Kyburz     | 1:40:12 h |
| 6    | SWE  | Fredrik Johansson   | 1:40:16 h |
| 7    | SUI  | Baptiste Rollier    | 1:41:19 h |
| 8    | AUT  | Gernot Kerschbaumer | 1:41:40 h |

Distanza lunga: 9. Juli 2014

Luogo: Lavarone 

Lunghezza: 16,36 km

Dislivello: 820 m

Punti: 33

### Relay
| Pos. | Naz. | Atleti                                                | Tempo     |
| ---- | ---- | ----------------------------------------------------- | --------- |
| 1    | SWE  | Jonas Leandersson Fredrik Johansson Gustav Bergman    | 1:56:49 h |
| 2    | SUI  | Fabian Hertner Daniel Hubmann Matthias Kyburz         | 1:57:58 h |
| 3    | FRA  | Frédéric Tranchand François Gonon Thierry Gueorgiou   | 1:58:03 h |
| 4    | NOR  | Øystein Kvaal Østerbø Carl Godager Kaas Olav Lundanes | 2:03:48 h |
| 5    | FIN  | Mikko Siren Pasi Ikonen Mårten Boström                | 2:03:49 h |
| 6    | CZE  | Jan Petržela Jan Šedivý Jan Procházka                 | 2:04:53 h |
| 7    | GBR  | Scott Fraser Hector Haines Graham Gristwood           | 2:05:07 h |
| 8    | AUT  | Gernot Kerschbaumer Helmut Gremmel Robert Merl        | 2:05:08 h |

Staffetta: 12. luglio 2014

Luogo: Campomulo

## Donne

### Sprint
| Pos. | Naz. | Atleti             | Tempo     |
| ---- | ---- | ------------------ | --------- |
| 1    | SUI  | Judith Wyder       | 15:32 min |
| 2    | SWE  | Tove Alexandersson | 15:43 min |
| 3    | DEN  | Maja Møller Alm    | 15:45 min |
| 4    | UKR  | Nadija Wolynska    | 15:46 min |
| 5    | SWE  | Lena Eliasson      | 15:59 min |
| 6    | SUI  | Rahel Friedrich    | 16:06 min |
| 7    | RUS  | Galina Winogradowa | 16:11 min |
| 8    | NOR  | Gøril Rønning Sund | 16:29 min |

Sprint: 5 luglio 2014

Luogo: Burano (Qualificazioni) & Venedig 

Lunghezza: 4,05 km

Dislivello: 

Punti: 18

### Middle
| Pos. | Naz. | Atleti             | Tempo     |
| ---- | ---- | ------------------ | --------- |
| 1    | SWE  | Annika Billstam    | 37:03 min |
| 2    | DEN  | Ida Bobach         | 37:25 min |
| 3    | SWE  | Tove Alexandersson | 37:27 min |
| 4    | SUI  | Sara Lüscher       | 38:37 min |
| 5    | NOR  | Mari Fasting       | 38:53 min |
| 6    | DEN  | Maja Møller Alm    | 39:00 min |
| 7    | FIN  | Saila Kinni        | 39:29 min |
| 8    | SWE  | Helena Jansson     | 39:37 min |

Distanza media: 11 luglio 2014

Luogo: Campomulo 

Lunghezza: 4,96 km

Dislivello: 230 m

Punti: 16

### Long
| Pos. | Naz. | Atleti             | Tempo     |
| ---- | ---- | ------------------ | --------- |
| 1    | RUS  | Swetlana Mironowa  | 1:19:44 h |
| 2    | SWE  | Tove Alexandersson | 1:20:15 h |
| 3    | SUI  | Judith Wyder       | 1:20:34 h |
| 4    | NOR  | Mari Fasting       | 1:22:06 h |
| 5    | NOR  | Gøril Rønning Sund | 1:22:38 h |
| 6    | SWE  | Annika Billstam    | 1:22:40 h |
| 7    | NOR  | Tone Wigemyr       | 1:22:41 h |
| 8    | SUI  | Sarina Jenzer      | 1:22:43 h |

Distanza lunga: 9 luglio 2014

Luogo: Lavarone 

Lunghezza: 11 km

Dislivello: 495 m

Punti: 23

### Relay
| Pos. | Naz. | Atleti                                                | Tempo     |
| ---- | ---- | ----------------------------------------------------- | --------- |
| 1    | SUI  | Sara Lüscher Sabine Hauswirth Judith Wyder            | 1:51:21 h |
| 2    | DEN  | Emma Klingenberg Ida Bobach Maja Møller Alm           | 1:51:32 h |
| 3    | SWE  | Helena Jansson Annika Billstam Tove Alexandersson     | 1:53:56 h |
| 4    | NOR  | Heidi Bagstevold Tone Wigemyr Mari Fasting            | 1:55:45 h |
| 5    | FIN  | Sofia Haajanen Saila Kinni Minna Kauppi               | 1:59:03 h |
| 6    | GBR  | Tessa Hill Claire Ward Catherine Taylor               | 2:06:31 h |
| 7    | LTU  | Kristina Rybakovaite Sandra Pauzaite Gabija Razaityte | 2:07:04 h |
| 8    | UKR  | Olha Pantschenko Nadija Wolynska Olena Pitirimowa     | 2:08:32 h |

Staffetta: 12 luglio 2014

Luogo: Campomulo

## Staffetta sprint mista
| Pos. | Naz. | Atleti                                                               | Tempo     |
| ---- | ---- | -------------------------------------------------------------------- | --------- |
| 1    | SUI  | Rahel Friedrich Martin Hubmann Matthias Kyburz Judith Wyder          | 59:04 min |
| 2    | DEN  | Emma Klingenberg Tue Lassen Søren Bobach Maja Møller Alm             | 59:07 min |
| 3    | RUS  | Anastasija Tichonova Gleb Tichonov Andrej Chramov Galina Vinogradova | 59:15 min |
| 4    | SWE  | Helena Jansson Jerker Lysell Jonas Leandersson Lena Eliasson         | 59:25 min |
| 5    | UKR  | Ol'ha Pančenko Pavlo Uškvarok Ruslan Hlibov Nadija Volyns'ka         | 60:16 min |
| 6    | GBR  | Tessa Hill Murray Strain Kristian Jones Catherine Taylor             | 60:24 min |
| 7    | CZE  | Martina Zvěřinová Vojtěch Král Jan Procházka Iveta Šístková          | 60:32 min |
| 8    | FIN  | Venla Niemi Severi Kymäläinen Mårten Boström Marika Teini            | 61:29 min |

Staffetta sprint: 7 luglio 2014

Luogo: Trento

## Medagliere
| Posizione | Paese     | Oro | Argento | Bronzo | Totale |
| --------- | --------- | --- | ------- | ------ | ------ |
| 1         | Svizzera  | 3   | 4       | 1      | 8      |
| 2         | Svezia    | 2   | 2       | 2      | 6      |
| 3         | Danimarca | 1   | 3       | 2      | 6      |
| 4         | Francia   | 1   | –       | 1      | 2      |
| 4         | Norvegia  | 1   | –       | 1      | 2      |
| 4         | Russia    | 1   | –       | 1      | 2      |
| 7         | Ucraina   | –   | –       | 1      | 1      |